# 波波夫湾
波波夫湾（俄语：Бухта Попова），前称岔沟浦儿湾，是滨海边疆区纳霍德卡城区的海湾，位于特鲁德内半岛东岸，处波波夫角和其北向的角之间。1972年更为现名，以军官瓦西里·伊万诺维奇·波波夫命名。